# Landschaftsschutzgebiet Wedasch

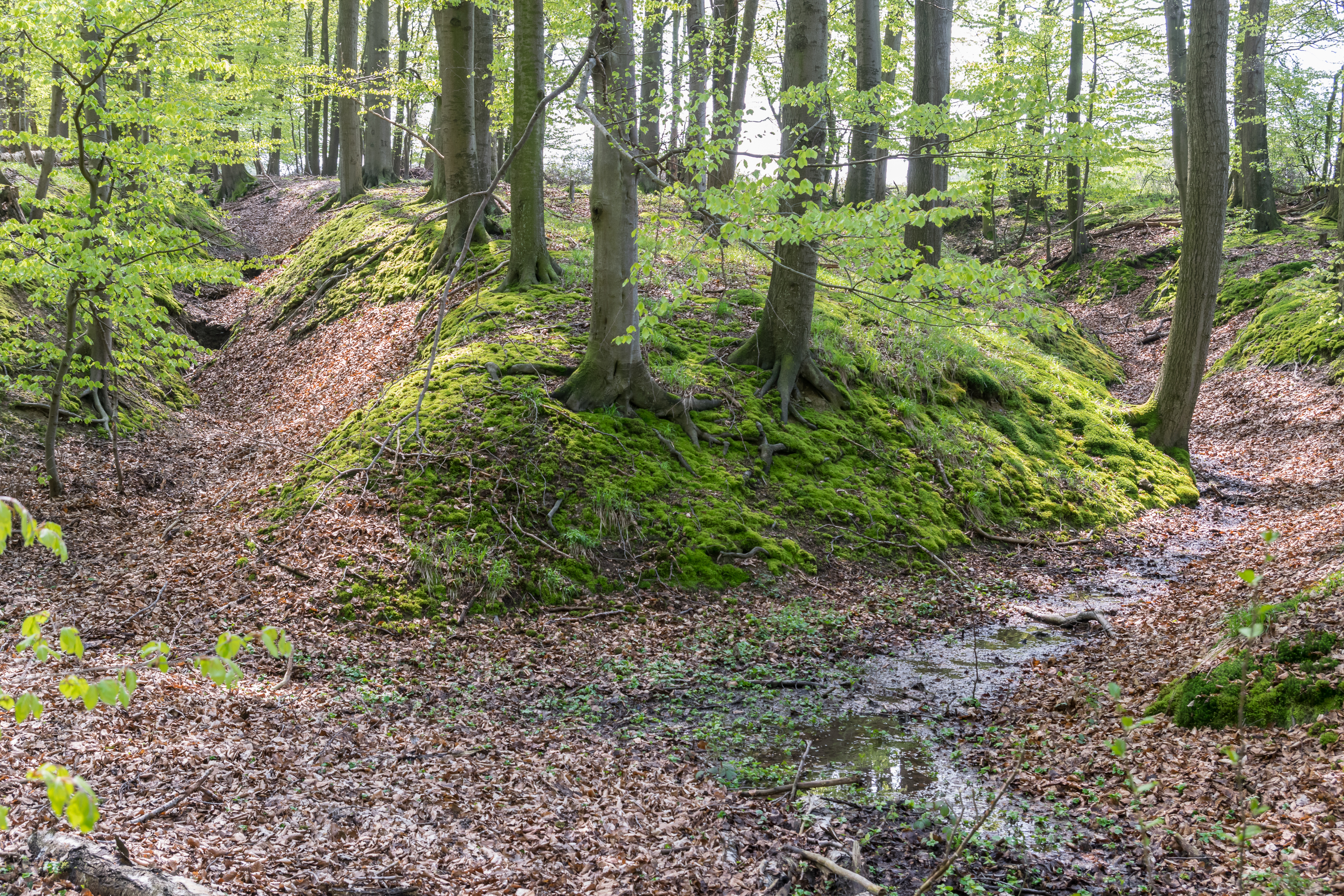
Landschaftsschutzgebiet Wedasch

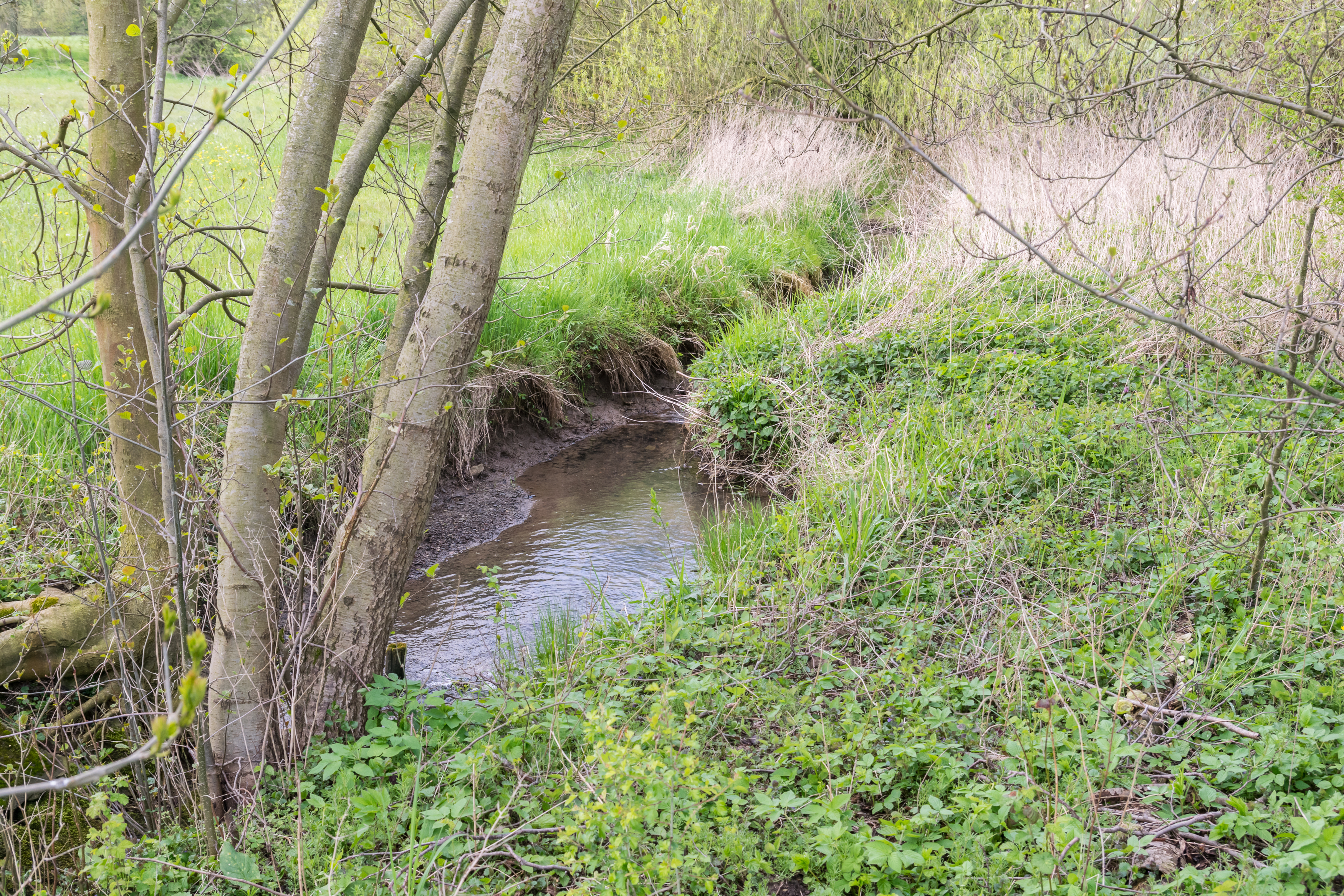
Wedasch

Das Landschaftsschutzgebiet Wedasch mit etwa 26 ha Flächengröße liegt nordöstlich von Schönemark im Stadtgebiet von Detmold. Es wurde 2006 mit dem Landschaftsplan Detmold durch den Kreistag des Kreises Lippe als Landschaftsschutzgebiet (LSG) ausgewiesen. Das LSG besteht aus drei Teilflächen.

## Beschreibung
Das LSG umfasst den Bachlauf der Wedasch von den Quellläufen im Leistruper Wald bis kurz vor der Mündung in den Strangbach. Die Bäche haben einen naturnahen Zustand. Die Oberläufe sind teilweise tief eingeschnitten. In Teilbereichen ist der Unterlauf leicht mäandrierend. Teils hat der Bach einen dichten Gehölzsaum. Im Gehölzsaum dominiert die Rot-Erle. Teilweise befindet sich eine Steilkante an der Südostseite des Baches.

## Schutzzwecke für das LSG
Laut Landschaftsplan erfolgte die Ausweisung des LSG
- „zur Erhaltung und Wiederherstellung der Leistungsfähigkeit des Naturhaushaltes in ökologisch besonders wertvoll strukturierten Bereichen mit Wasser-, Klima- und Biotopschutzfunktionen,“
- „zur Erhaltung und Wiederherstellung von Quellbereichen und naturnahen Fließgewässern, Wald- und Grünlandbereichen unterschiedlicher Feuchtestufen, Feldgehölzen, Hecken und Obstwiesen,“
- „zur Erhaltung morphologisch ausgeprägter Bereiche zur Sicherung der landschaftlichen Eigenart und Vielfalt für die Erholung,“
- „zur Erhaltung wertvoller Biotopkomplexe aus Wald-Grünlandbereichen, Fließgewässern und Quellen sowie Biotopen nach § 62 LG mit wichtigen Refugial-, Puffer-, Trittstein- und Vernetzungsfunktionen,“
- „zur Erhaltung und Wiederherstellung wichtiger Rückzugsräume für die bedrohte Tier- und Pflanzenwelt,“
- „zur Sicherung der das Orts- und Landschaftsbild gliedernden und belebenden und die dörflichen Siedlungsstrukturen prägenden Freiraumelemente.“[1]

## Rechtliche Vorschriften
Im Landschaftsschutzgebiet ist unter anderem das Errichten von Bauten und Fischteichen verboten. Grün- und Brachland darf nicht in eine andere Nutzungsart umgewandelt oder umgebrochen werden.